# Seven Records
La Seven Records, a volte identificata come 7R, è stata una casa discografica italiana.
Nel logo vi era un corno francese con all'interno il 7 e la R.

## Storia
La Seven Records venne fondata alla fine del 1967 da Silvano Serafino e dal maestro romano Giuliano Facioni, collaboratore di Little Tony.
Alla fine del 1969 la distribuzione dell'etichetta, gestita nei primi anni dalle Messaggerie Musicali passa all'RCA Italiana, che ne affida la direzione a Vincenzo Micocci, mentre il maestro Facioni mantenne il ruolo di direttore artistico.
Tra i cantanti che incisero per la Seven Records vi furono: il maestro Willy Brezza, Lando Fiorini, Tommy Polidori, Babila e Jordan.
L'etichetta partecipò al Cantagiro 1971 con La farfalla, interpretata da Jordan, e al Cantagiro 1972 con Chérie chérie, presentata dal gruppo F.M.2, che si classificò al primo posto.
Verso la metà degli anni '70 cessò l'attività.

## Dischi
La datazione qui riportata si basa sull'etichetta del disco o sulla copertina; qualora nessuno di questi elementi abbia una datazione, è basata sulla numerazione del catalogo; talora è, infine, basata sul codice della matrice di stampa. Se esistenti, sono riportati, oltre all'anno, il mese e il giorno (quest'ultimo dato si trova, a volte, stampato sul vinile).

### 33 giri
| Numero di catalogo | Anno | Interprete     | Titoli                          |
| ------------------ | ---- | -------------- | ------------------------------- |
| SR/BLP/112         | 1968 | Tommy Polidori | Nel cuore ho sempre lei         |
| SR/DLP/113         | 1969 | Lando Fiorini  | ...e questo amore               |
| SR/HLP/116         | 1969 | Willy Brezza   | Willy Brezza e la sua orchestra |

### 45 giri
| Numero di catalogo | Anno          | Interprete          | Titoli                                          |
| ------------------ | ------------- | ------------------- | ----------------------------------------------- |
| A/SR 101           | 1968          | Wanani              | Un male necessario/Come un francobollo          |
| B/SR 102           | 1968          | Tommy Polidori      | Il valore delle cose/La vita degli altri        |
| C/SR 103           | 1968          | Melody              | Una voglia di vivere/Nella notte                |
| A/SR 104           | 1968          | Wanani              | So che pioverà/Io negra                         |
| D/SR 105           | 1968          | Lando Fiorini       | Una storia da niente/Un giorno alla volta       |
| E/SR 106           | 1968          | Nuccia Cardinali    | Una rosa per posta/Una voglia matta             |
| D/SR 108           | 1969          | Lando Fiorini       | Perdona/Corri                                   |
| C/SR 109           | 1969          | Melody              | Mille magie/Stupido                             |
| B/SR 110           | 1969          | Tommy Polidori      | Presto sole scendi giù/Di questa vita           |
| F/SR 111           | 1969          | Babila              | Un battito d'ali/Il cielo è sempre blu          |
| G/SR 114           | 1969          | Angelo Lura         | Il giorno è morto/QUesta sera non andartene     |
| B/SR 115           | 1970          | Tommy Polidori      | Nel cuore ho sempre lei/I miei occhi erano blu  |
| F/SR 117           | 1970          | Babila              | Ci stavo bene insieme a te/La prima volta       |
| SR 121             | 1971          | Jordan              | Lo schiaffo/Il colore dell'amore                |
| SR 122             | 1971          | Mustafa             | Un egiziano e un israeliano/Canzone di petrolio |
| SR 123             | 1971          | Babila              | Da domani/Rimani                                |
| SR 124             | 1971          | Jordan              | La farfalla/Donna di paese                      |
| SR 125             | Dicembre 1971 | Jordan              | Vietato/Un pugno d'amore                        |
| SR 126             | Giugno 1972   | F.M.2               | Chérie chérie/It's over                         |
| SR 50564           | 1974          | Elisabetta Desideri | Strane fantasie/Un uomo vero                    |